# Amtsgericht Gostynin
Das Amtsgericht Gostynin (auch Amtsgericht Waldrode, Amtsgericht Gasten) war ein deutsches Gericht der ordentlichen Gerichtsbarkeit im Bezirk des Landgerichts Leslau mit Sitz in Gostynin.

## Geschichte
Das Landgericht Leslau mit Sitz in Leslau wurde während der deutschen Besetzung Polens 1939 mit Erlass vom 26. November 1940 als Landgericht im Bezirk des Oberlandesgerichtes Posen gebildet. In Gostynin wurde das Amtsgericht Gostynin als eines von fünf Amtsgerichten dieses Landgerichts gebildet. Das Amtsgericht nahm bereits vor dieser formellen Gründung seine Geschäfte auf, die erste Anklageschrift datiert auf den 6. Juni 1940. Aufgrund der von der Besatzungsmacht vorgenommenen Namensänderungen für die Stadt Gostynin lautete der amtliche Name des Gerichts von 1940–41/1942–45 Amtsgericht Waldrode und von 1941–42 Amtsgericht Gasten.
Nach Kriegsende 1945 wurde der Landgerichtsbezirk wieder unter polnische Verwaltung gestellt. Anstelle des Amtsgerichtes Gostynin wurde das Sąd Rejonowy w Gostyninie bzw. 1950–1975: Sąd Powiatowy w Gostyninie errichtet.